# 闇を斬る!大江戸犯科帳
『闇を斬る!大江戸犯科帳』（やみをきる!おおえどはんかちょう）は、1993年3月9日から1993年12月21日まで、毎週火曜日20:00 - 20:54の時間（2時間スペシャル時は19:00 - 20:54）に日本テレビ系で放送された時代劇である。製作著作はユニオン映画。全22話。

## 作品概要
所帯を持つ大目付の一色由良之助と独身で堅物の北町奉行・小笠原能登守は幼馴染。法で裁けぬ悪を闇奉行と名乗り斬り捨てる由良之助と、厳格に法で裁く立場の小笠原。二人は職務上対立しつつも陰では信頼し合い、互いの友情関係を軸に江戸に蔓延る悪と対峙していく。
当番組は『松平右近事件帳』から続いてきた一連の里見浩太朗主演時代劇シリーズの最終作となった。

### オープニング
毎回オープニングで、「地獄極楽裏表、世間に隠れた闇奉行、御法仕斬る町奉行。裏と表が競い合い、この世に蔓延る悪を断つ。それが大江戸犯科帳・闇を斬る。」というナレーションが入る。

### 劇中音楽・劇伴BGM
劇中の音楽・劇伴BGMは、かつて川村栄二が担当した同じ日本テレビ系の『銭形平次（風間杜夫版）』『五稜郭』『八百八町夢日記』からの流用がある。

## キャスト
- 大目付・一色由良之助：里見浩太朗 ･･･ 幕府大目付。小笠原より年上の幼馴染み。普段は浪人体に身をやつしつつ遊びを好むなどしているが、法では裁ききれない悪を「闇奉行」と称して解決する。悪党と対峙する場面では、「闇」の紋が付いた黒い着物に宗十郎頭巾の出で立ちで登場し、「闇奉行、参上」と名乗る。正体が一色由良之助であると気づいた悪党が家臣を呼び出すと「じたばたするねぃ、悪党共！」と一喝入れてから罪状を読み上げる。黒幕は「悪事の証拠を出せ」としらばっくれるが、それに対して由良之助は「やかましいやぃ！闇奉行の俺に証拠なんざ要らねぇんだ！叩っ斬る！性根を据えて、かかって来い！！」と返しつつ太刀を抜き、悪党を全員斬り捨てる。なお、悪徳商人については、直前に北町奉行所が捕縛する場合もある。最終回では、将軍・徳川家斉を諌めるべく陰腹を切り、命を落とす。なお、一色家は木戸新之助が養子に入ることで断絶が避けられたことが語られている。
- 一色の妻・きよ：田中好子 ･･･ 正義感が強く、曲がったことが大嫌い。夫・由良之助が裏で何をしているのかは知らないが、時々「闇奉行」の存在を口にしたりする。由良之助とは円満な仲だが、時々焼き餅を焼くなど子供っぽい仕草を見せることがある。
- 一色密偵・六助：火野正平 ･･･ 按摩でありながら「いかさま師」として賭場荒らしを繰り返していた男。第1話で由良之助に窮地を救ってもらったことを機に密偵となる。最初は由良之助の正体を知らなかった。助六と犬猿の仲である。第14話で風魔の刺客から君江を庇って絶命する。
- 一色密偵・伝六：鈴木ヒロミツ ･･･ 第14話から出演。六助とは旧知の飴売り。六助と偶然再会したことがきっかけで由良之助と出会い、彼の手伝いをするようになる。六助と同じく、助六とは犬猿の仲。
- 辰己芸者・桃太郎：岡まゆみ ･･･ 由良之助が懇意にしている芸者。当然、由良之助の正体も知っている。ただし当初は由良之助を独身者と考えており、第16話に至ってようやく妻きよの存在に気付いた。一方、小笠原(あくまで踊りの師匠と弟子という関係)のことも知っており、双方に通じている。
- 小笠原密偵・助六：桜金造 ･･･ 小笠原の密偵として働く人物。似た名前の六助とは犬猿の仲。普段は紙問屋の行商人として行動している。六助の死後は、伝六と犬猿の仲になる。
- 北町同心・北見礼四郎：長谷川恒之 ･･･ 小笠原の配下で働く北町奉行所の同心。第1話で、由良之助を大目付と知らずに賭場で捕縛してしまう。
- 一色御用人・白髭権十郎：今福将雄 ･･･ 一色家の用人。しばしば屋敷を抜け出したり白粉の匂いをつけて屋敷に帰ってくる由良之助に気を揉んでいる。家族はおらず、第21話で養女を迎える話が出たものの実現しなかった。
- 老中・兵頭丹後守：丹波哲郎（特別出演） ･･･ 幕府老中。由良之助の法から逸脱した手法を暗に認めている。最終回、将軍・徳川家斉を諌めるべく強行策をとろうとする由良之助を止めるため、切腹する。第1話、第10話、第14話（スペシャル）、第22話（スペシャル）に出演。
- 北町奉行・小笠原能登守泰久：西郷輝彦 ･･･ 江戸北町奉行。由良之助より年下の幼馴染み。いかなる時も法と職務に忠実たらんとするため、職務上では由良之助と相容れないことも多々あるが、陰では信頼し合っている。公私ともに厳格な性格であり、一色から「堅物め」とよく言われている。

## スタッフ
- プロデューサー：岡部英紀（日本テレビ）、菊池昭康（第1話 - 第4話）、大藤博司（ユニオン映画）、今井正夫（東映太秦映像）
- 脚本：小川英、中野顕彰、胡桃哲、蔵元三四郎、和久田正明、井川公彦、杉昌英、ちゃき克彰、北川哲史、田村多津夫、田上雄
- 音楽：川村栄二
- 音楽ディレクター：鈴木清司
- 音楽協力：日本テレビ音楽
- 特技：宍戸大全
- 撮影：原田裕平、小林善和、片山顕、羽田辰治、萩屋信
- 照明：伊勢晴夫、土居欣也、大谷康郎、武邦男、亀山譲、畑下隆憲
- 録音：神戸孝憲、面屋竜憲、木村均
- 美術：高見哲也、鈴木孝俊、山下謙爾、栗崎元成、三浦寮二
- 記録：西村直美、小川加津子、三橋千尋、西野敏子、内藤幸子
- 編集：藤原公司
- 助監督：喜田川隆義、佐藤晴夫、梅原重行
- 整音：加藤正行
- 計測：長谷川光徳、原田国一、作村龍二
- 舞踊振付：若柳加織里、若柳縫秀、藤間藤雄
- 邦楽監修：中本哲
- 演技事務：西村尚三
- 衣装：米田稔
- 装飾：三木雅彦
- 装置：水谷好孝、小川善春
- 小道具：高津商会
- 美粧・結髪：東和美粧
- かつら：山崎かつら
- スチール：林晋、深野隆、佐々木千栄治
- 広報：織田弘美（日本テレビ）
- 進行：木岡敦、土生川明弘、宮崎俊弥、松田渡
- ナレーター：田畑猛雄
- 擬斗：菅原俊夫、上野隆三（東映剣会）
- 進行主任：進藤盛延（東映太秦映像）
- 協力：京都・大覚寺、仁和寺、光明寺
- 折り紙監修：河合豊彰
- 現像：IMAGICA
- プロデューサー補：大澤雅彦（日本テレビ）
- 題字：片岡脩
- 騎馬：岸本乗馬センター
- 協力：劍企画
- 監督：金鐘守、小野田嘉幹、井上泰治、齋藤光正、原田雄一
- 制作協力：東映太秦映像
- 製作著作：ユニオン映画

## 各話サブタイトルリストとゲスト出演者
※端役の役名については間違っている可能性あり。
| 話数   | サブタイトル                             | 脚本              | 監督       | ゲスト出演者 |
| ------ | ---------------------------------------- | ----------------- | ---------- | --- |
| 第1話  | 「闇奉行 誕生！」                        | 小川英 中野顕彰   | 金鐘守     | 堀口天源：青木義朗 今泉軍兵衛：南条弘二 綾部家用人：水上保広 喜三郎：西園寺章雄 賭場元締：有川正治 ：谷口高史 ：福本清三 綾部頼母：風間杜夫（友情出演） ：西山清孝 ：木下通博 ：小谷浩三 ：稲田龍雄 ：宮本浩光 ：安藤彰則 お静：増田恵子                                                 |
| 第2話  | 「君よ怒りの剣を取れ！」                 | 小川英 胡桃哲     | 金鐘守     | しのぶ：北原佐和子 伊奈隼人正家継：伊藤高 別府半助：石倉英彦 牧野：久賀大雅 菊三：上野淳 千太：平岡秀幸 辰五郎：遠山金次郎 主人：有島淳平 浪人：藤沢徹夫 浪人：西村正樹 浅吉：稲泉智万 ：畑中伶一 ：中村健人 ：小川敏明 ：藤坂有希 結城格之進：梨本謙次郎                                |
| 第3話  | 「闇奉行対闇奉行」                       | 小川英 蔵元三四郎 | 小野田嘉幹 | 井坂圭吾：萩原流行 横手但馬守：中田浩二 荒木覚兵衛：中田博久 笹木：芝本正 遠州屋：疋田泰盛 おとよ：五代百絵 ：小峰隆司 ：藤長照夫 ：和田昌也 ：椿竜二 ：江原政一 ：石井洋充 ：林哲夫 ：太田和余 ：勇家寛子                                                                               |
| 第4話  | 「風花(かざはな)に泣く女」               | 和久田正明        | 小野田嘉幹 | 小りん（堀田千佐）：蜷川有紀 月形刑部：浜田晃 堀田左仲：滝田裕介 室町屋嘉兵衛：幸田宗丸 笠次郎：高松しげお おちか：一谷伸江 月形の用人：田中弘史 ：紅萬子 ：波多野博 ：峰蘭太郎 ：高見裕二 ：河本忠夫 ：床尾賢一 ：加藤重樹 ：壬生新太郎                                                 |
| 第5話  | 「悲しい嘘」                             | 小川英 井川公彦   | 金鐘守     | お咲：上野めぐみ 稲垣民部：川合伸旺 鮫三：高峰圭二 清庵：徳田興人 木崎：荻原郁三 老中：国田栄弥 三島：入江武敏 老婆：坂本和子 ：大矢敬典 ：窪田弘和 ：吉田真紀 ：星野美恵子 ：藤江美和 ：浜崎涼子 ：分寺裕美 ：金森かおり 大黒屋利左衛門：西田健                                         |
| 第6話  | 「忠義よりも武士道よりも」               | 小川英 杉昌英     | 金鐘守     | 有賀彦太郎：大橋吾郎 有賀数馬：鷲生功 山脇主膳：高野真二 猪俣謙良：北原義郎 小枝：松本友里 内山官兵衛：柳原久仁夫 佐伯伊予守：溝田繁 ：岡村嘉隆 ：山田良樹 ：矢部義章 ：遠山金次郎 ：藤長照夫 ：高谷舜二 ：杉山幸晴 ：松田吉博 ：奔田陵                                                  |
| 第7話  | 「危うし北町奉行！」                     | ちゃき克彰        | 小野田嘉幹 | 浅見壱岐守：亀石征一郎 戸田玄蕃：小沢象 お京：野平ゆき 河内屋仙蔵：高桐真 若年寄 磯上：小笠原弘 若年寄：国田栄弥 弥助：重久剛一 定八：武井三二 佐吉：小野寺充 佐吉の妹：想野まり ：西岡ちあき ：小船秋夫 辰三：峰蘭太郎                                                                  |
| 第8話  | 「雪姫ご乱行」                           | 和久田正明        | 小野田嘉幹 | 雪姫：辻沢杏子 水戸斉脩：宗方勝巳 おきた（春駒太夫）：津島令子 若年寄：小笠原弘 若年寄：国田栄弥 浜路：小野朝美 備前屋：中西宣夫 ：白井滋郎 ：岡田洪志 ：小坂和之 ：浜田雄史 ：丹羽美奈子 ：座光寺蔵人（作次郎）：松橋登                                                                 |
| 第9話  | 「闇奉行に罠をかけろ！」                 | 小川英 中野顕彰   | 井上泰治   | 疾風の万七：中野誠也 坂田出雲守：外山高士 鬼塚左内：成瀬正孝 岬屋徳兵衛：長谷川弘 利吉：大竹修造 ：森下鉄朗 ：山崎博之 ：国田栄弥 ：高橋弘志 ：美咲智子 ：藤江美和 |
| 第10話 | 「江戸城御金蔵を狙え」                   | 小川英 北川哲史   | 井上泰治   | 三島多門：和崎俊哉 千田（せんだ）備前守：高城淳一 小夜：加藤由美 村野龍一郎：小林正希 安田：五十嵐義弘 瀬川文之丈：遠山金次郎 ：志茂山高也 ：辻本良紀 ：野々村仁 片岡儀右衛門：神田正輝                                                                                                  |
| 第11話 | 「運命の銃弾」                           | 小川英 胡桃哲     | 井上泰治   | 五月雨の紋次：菅貫太郎 山科上総介：原口剛 浅吉：崎津隆介 松五郎：阿木五郎 宗兵衛：伝法三千雄 山口朱美 ：有島淳平 ：井上茂 ：木谷邦臣 ：藤沢徹夫 ：尾崎美樹 ：藤坂有希 ：司裕介 ：加藤重樹 ：金森かをり                                                                                   |
| 第12話 | 「鬼の棲(す)む島夢の島」                 | 中野顕彰          | 金鐘守     | 徳兵衛(丸目蔵人)：峰岸徹 溝口出羽守：江見俊太郎 入船屋伍平：黒部進 お久：三浦リカ 丸目竜之助：福原学 ：田中弘史 ：赤城太郎 ：西園寺章雄 ：国田栄弥 ：伊庭剛 ：中嶋俊一 ：志茂山高也 ：波多野博 ：細川純一 ：山田良樹 ：小峰隆司 ：小谷浩三 ：朝倉めぐみ ：隈本晃俊 ：山根誠示 ：安藤彰則 |
| 第13話 | 「捨て猫を拾う男」                       | 小川英 山田貴美子 | 金鐘守     | お登和：竹井みどり 松倉出雲守：深江章喜 山路政五郎：中村孝雄 直次郎：井上高志 市松：海津亮介 ：国田栄弥 ：宮城幸生 ：はりた照久 ：大矢敬典 瓦版売り：窪田弘和 ：富永佳代子 ：林沙弥佳 ：諸見里安誠                                                                                       |
| 第14話 | 「筆頭老中への陰謀」 （2時間スペシャル） | 小川英 中野顕彰   | 齋藤光正   | 勝山九十郎/しろがね屋治兵衛：中尾彬（二役） 君江：喜多嶋舞 徳川家斉：森次晃嗣 長谷部大学頭：長谷川明男 後藤金右衛門：石田太郎 木三郎：原田清人 |
| 第15話 | 「故郷からの恋文」                       | ちゃき克彰        | 井上泰治   | 矢沢左近：荒木しげる 足立織部正：田中明夫 綾乃：伊藤美由紀 正木隼人：平田桃介 おふみ：速川明子 赤石源之丞：出水憲 田島屋忠兵衛：松田明 寺社奉行：大木晤郎 勘定奉行：疋田泰盛 ：笹木俊志 ：小坂和之 ：奔田陵 ：杉山幸晴 ：柴田善行                                                        |
| 第16話 | 「道化(どうけ)の涙」                     | 和久田正明        | 原田雄一   | 半田珍阿弥：吉田次昭 おしの：松原ひろの 土御門宗冬：立川三貴 飛鳥井時房：沖田さとし 側用人：芝本正 若年寄：荻原郁三 錦小路正光：広瀬義宣 勘定奉行：朝日完記 百姓：門田裕 女将：宮本毬子 ：浜田隆広 ：加藤重樹 ：太田和余                                                                 |
| 第17話 | 「人情裁き！裏表二人奉行」               | 小川英 中野顕彰   | 原田雄一   | 萬年堂義太郎：佐野圭亮 小菊：桜井久美 野々山河内守：中田浩二 桑原多聞：高品剛 大貫長明：楠年明 喜作：石倉英彦 若年寄：荻原郁三 境：下元年世 源太：井上茂 宗吉：米山望文 ：河野元子 ：川本美由紀 ：田中恵理 ：波多野博 ：江原政一 瓦版売り：上野秀年 ：藤枝政巳 ：藤江美和 ：西岡ちあき   |
| 第18話 | 「闇に咲く花」                           | 田村多津夫        | 金鐘守     | 秋葉菊恵（お菊）：吉川十和子 滝川景之：名和宏 梅吉（お梅）：片桐夕子 秋葉主殿：永井秀明 片野勝三郎：水上保広 若年寄：荻原郁三 小堀：久賀大雅 岩村屋：有島淳平 ：波多野博 ：山本志づ世 ：安食剛 ：司裕介 ：床尾賢一 ：鈴川法子 ：河合綾子 ：竹村愛美 ：前野有香                           |
| 第19話 | 「蛍大名」                               | 小川英 杉昌英     | 井上泰治   | おいと：若林志穂 太吉：新田純一 辰五郎：砂塚秀夫 沢田河内守直之：石山雄大 大村屋治平：西山辰夫 山城：溝田繁 萩の方：谷口友香 ：梶本潔 ：山田交作 ：波多野博 ：峰蘭太郎 ：泉祐介 ：小峰隆司 ：滝野貴之 ：杉山幸晴 ：木下通博 ：小谷浩三 ：野土晴久 ：稲泉智万 ：桂登志子 ：松村直美       |
| 第20話 | 「闇の大物(おおもの)！」                 | 小川英 蔵元三四郎 | 金鐘守     | おなつ：相川恵里 老中 春日部：御木本伸介 篠山（ささやま）角之進：伊藤高 大津屋喜三郎：須永克彦 本城：当銀長太郎 与力：大木晤郎 女将：宮田圭子 ：塚本加成子 ：高橋浩二朗 ：西山清孝 ：池田謙治 ：泉好太郎 ：石井洋充 ：林哲夫 ：松尾裕之                                                  |
| 第21話 | 「流人（るにん）の島から来た娘」         | 田上雄            | 井上泰治   | お妙：佐藤忍 慈光（弁天の儀三郎）：石山律雄 佐伯伊賀守：遠藤征慈 久世相模守：五味龍太郎 赤鬼の五郎蔵：阿波地大輔 ：真田実 ：志乃原良子 ：前川恵美子 ：和田昌也 ：東孝 ：高屋舜二 ：西村正樹 ：山田永二 ：佐々木紳二 ：西村香織 ：諸見里安誠                                              |
| 最終話 | 「闇奉行 死す！」 （2時間スペシャル）    | 小川英 中野顕彰   | 金鐘守     | 木戸新之助：薬丸裕英 玉置豊後守：神山繁 手まり：立花理佐 徳川家斉：森次晃嗣 林越山：大出俊 栗田：赤羽秀之 川本：山崎りょう ：堀田真三 ：黒田隆哉 |